# Décompte de l'omer

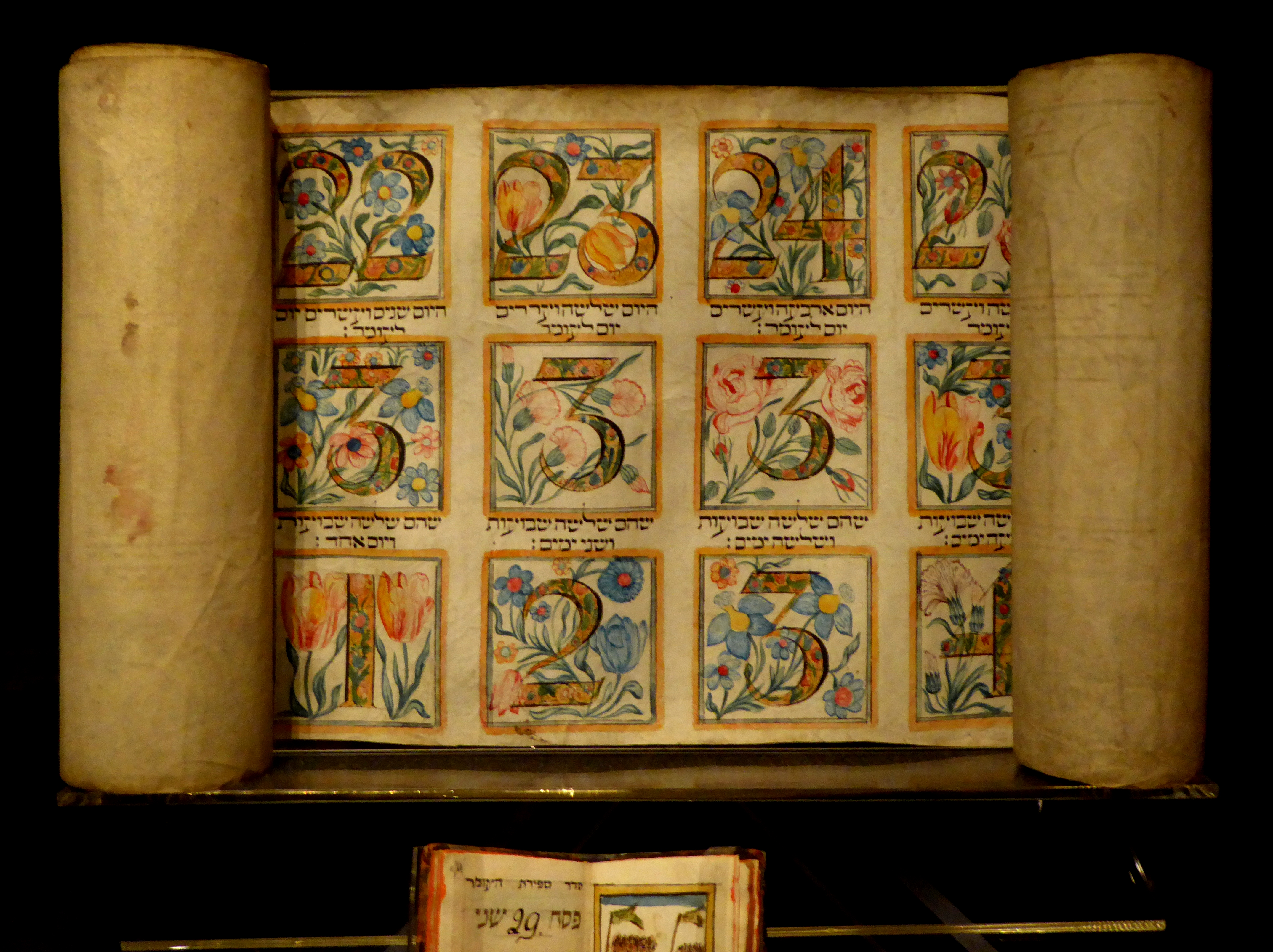
Calendrier de lOmer, Italie, 1804

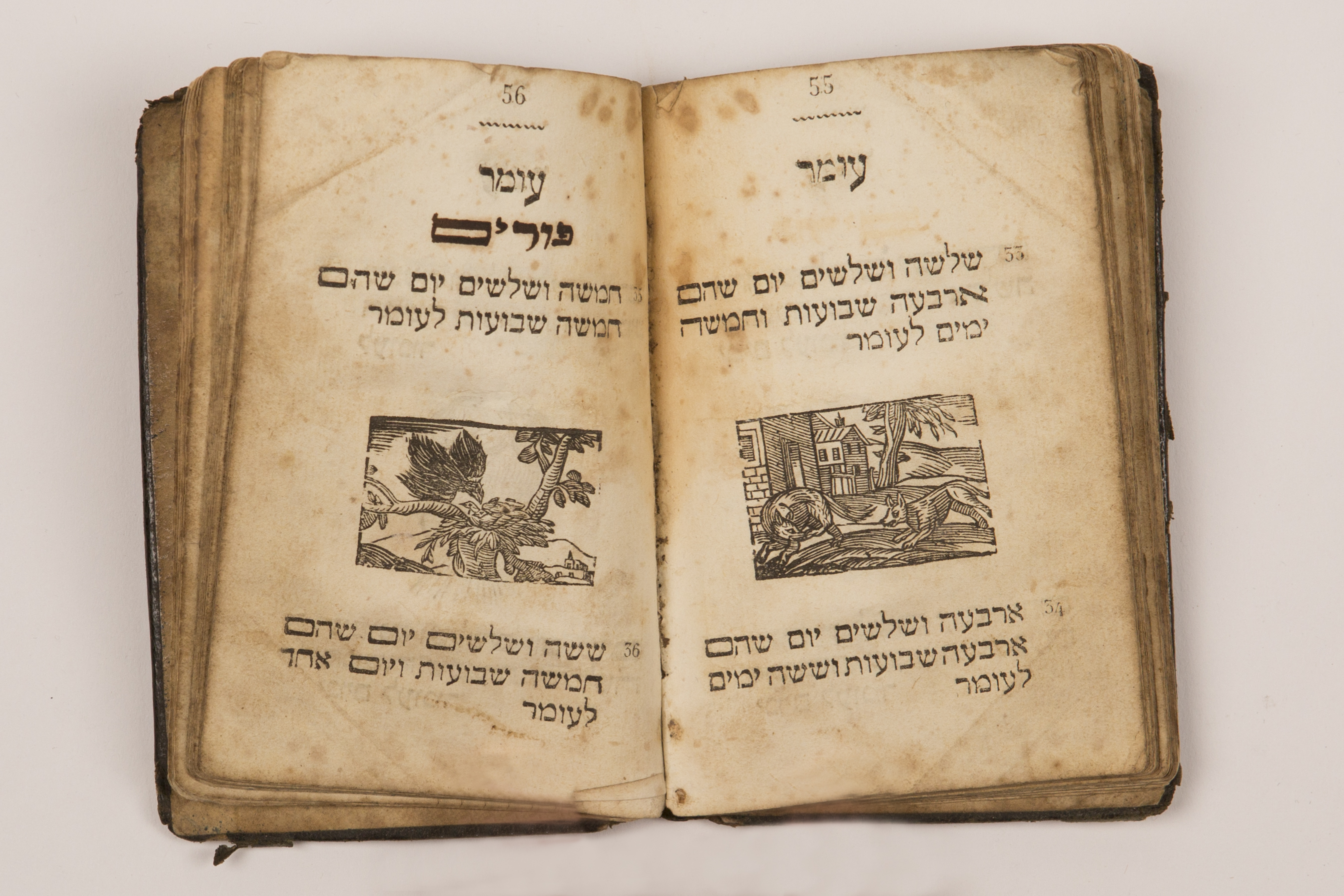
Calendrier-livre de l’omer, d’origine de Vérone (Italie), 1826, dans la collection du Musée juif de Suisse.

Le décompte de l’omer (hébreu : ספירת העומר sefirat haomer) est une prescription biblique commandant de décompter chaque jour des sept semaines qui séparent l’offrande de l’omer, au lendemain de Pessa'h, et la fête de Chavouot. Contrairement à cette offrande, ce décompte de l’omer continue à être réalisé malgré la destruction du Second Temple de Jérusalem.
Cette période a par ailleurs acquis un caractère particulier dans la tradition rabbinique, à cause des nombreux évènements tragiques qui s’y sont produits au cours de l’histoire juive.

## Le décompte de l’omer dans les sources juives

### Dans la Bible hébraïque
La prescription du décompte de l’omer apparaît dans le Lévitique après celle de l’offrande de l’omer et est répétée dans le Deutéronome. Les Israélites devront, après l’avoir réalisée, « au lendemain du chabbat », compter sept semaines entières, soit cinquante jours, avant de réaliser de nouvelles offrandes pour la fête de Chavouot.
C’est dans cette période que s’inscrit le récit de Ruth car elle arrive avec Noémie à Bethléem au commencement de la moisson de l’orge.

### Dans la littérature des Sages
Analysant les versets bibliques relatifs à ces prescriptions, les rabbins en retirent que chacun doit réaliser le décompte à titre individuel, à partir du lendemain du jour faste de Pessa'h ; les versets semblant tantôt prescrire de compter les jours et tantôt les semaines, les rabbins en déduisent que le décompte doit comporter les deux modalités (« dix jours qui font une semaine et trois jours ») et décident qu’il convient de continuer ainsi même après la destruction du Temple. Enfin, l’offrande de l’omer devant être apportée de jour, le fauchage et (par conséquent) le décompte doivent être réalisés de nuit.
La période « de Pessa'h à Atzeret » (Chavouot), au cours de laquelle s’applique la prescription du décompte, prend par ailleurs une connotation particulière : elle est connue pour son climat agréable mais correspond aussi, selon Rabbi Yohanan ben Nouri, au temps passé par le méchant dans la géhenne à recevoir son jugement et, selon Rabbi Yehoshoua et Rabbi Eliezer, à la durée de vie d’Abel. Le Talmud rapporte par ailleurs que les vingt-quatre mille étudiants de Rabbi Akiva moururent d’une épidémie dans cet intervalle.

### Dans la littérature médiévale
Diverses coutumes apparaissent au cours de l’ère des gueonim : Sar Shalom Gaon rapporte l’usage dans la maison de son maître de lire le traité Avot et la baraïta Kinyan haTorah (ultérieurement réunis sous l’appellation de Pirke Avot) lors de l’office de min'ha des six chabbatot qui séparent Pessa'h de Chavouot. Interrogé sur la raison pour laquelle on ne célèbre pas de mariage ni ne se coupe les cheveux au cours de cette période, son successeur Natronaï Gaon répond que l’on commémore ainsi le décès des étudiants de Rabbi Akiva. Des auteurs médiévaux rapportent également au nom de Haï Gaon la coutume de s’abstenir de réaliser quelque tâche que ce fût dès le coucher du soleil jusqu’au matin car c’est à ce moment que l’on enterrait les étudiants et l’on n’avait pas le cœur à travailler.
Les gueonim et les auteurs médiévaux se livrent par ailleurs à une réflexion intense sur les détails de la prescription du décompte de l’omer, en déterminent le moment adéquat, décident de ce qu’il convient de faire lorsqu’on ne l’a pas réalisée en son temps, si elle doit être effectuée debout ou si l’on peut être assis, s’il convient de la réciter en hébreu ou dans la langue vernaculaire, etc.

#### Deoraïta ou derabbanan?
Une controverse oppose les grands décisionnaires médiévaux sur le caractère contraignant de la prescription du décompte : Rachi, s’appuyant sur l’autorité d’Ameimar, estime qu’elle n’est plus observée après la chute du Temple qu’en souvenir de celui-ci et est donc une ordonnance rabbinique (derabbanan) alors que Moïse Maïmonide considère que cette opinion était celle du seul Ameimar et que la prescription demeure une ordonnance biblique (deoraïta). Au-delà du débat d’écoles, cette question a une importance pratique car, si le décompte est deoraïta, il doit se faire après la tombée de la nuit tandis que s’il est derabbanan, il devrait idéalement se faire avant ce moment.
Le Sefer Hahinoukh cherche la conciliation en écrivant que la prescription « a force de loi biblique en tout endroit pour les hommes du temps du Temple et rabbinique en tout endroit et même aujourd’hui où l’omer n’est plus offert du fait de nos péchés ». Yerouham ben Meshoullam suggère que le décompte des jours pourrait avoir force de loi biblique mais que celui des semaines est fort certainement rabbinique. Plus récemment, Isaac Barda a écrit que le nombre d’auteurs partageant l’opinion de Maïmonide est suffisamment conséquent pour que la prescription puisse être considérée comme deoraïta, même si elle est derabban.
La Loi a finalement été fixée selon l’opinion de Rachi et le décompte de l’omer avant la tombée de la nuit n’est pas invalidé (on tâche cependant d’attendre au moins vingt minutes après la sortie des étoiles avant de le faire).

#### Pourquoi ce décompte?
Si Rabbi Akiva trouve une justification aux offrandes qui encadrent la période de l’omer, aucune explication ne semble avoir été fournie à la prescription du décompte avant Maïmonide. Celui-ci, se basant sur la tradition qui fait de Chavouot le jour du don de la Torah sur le mont Sinaï, en déduit que les Israélites, qui avaient été prévenus de la chose, ont décompté les jours avec l’impatience d’une personne qui anticipe un moment agréable.
Adoptée avec des variations mineures par de nombreux auteurs médiévaux dont Tsedekia Harofè, Aaron Halevi et Nissim Gerondi qui la rapporte au nom d’une aggada, la suggestion de Maïmonide ne dit rien des coutumes de deuil qu’il semble au demeurant ne pas connaître. La période de l’omer aurait donc été une période joyeuse avant d’être assombrie par la mort des étudiants de Rabbi Akiva et la persécution des Juifs pendant la première croisade.
Selon David Aboudirham, qui s’appuie sur le dit de Rabbi Akiva, les jours de l’omer auraient toujours été passés dans l’angoisse de l’attente du jugement divin sur les récoltes ; le décompte aurait été prescrit pour que les gens n’oublient pas, dans leur affairement, de monter en pèlerinage à Chavouot,. Des auteurs ont, là aussi, tenté de concilier son opinion avec celle de Maïmonide en invoquant l’enseignement de Rabbi Yohanan ben Nouri ou en expliquant que la réjouissance à l’approche de Chavouot devait se doubler d’une crainte révérencieuse.

#### Le deuil
Les coutumes de deuil, encore inconnues des codificateurs espagnols et rhénans au XIIe siècle, sont, au dire d’Avraham de Lunel, universellement observées un siècle plus tard. Il ajoute que les communautés de Provence et du Nord de la France ont pour usage de les interrompre au trente-troisième jour de l’omer en vertu d’une tradition ancienne. Son contemporain rhénan, Eleazar de Worms, signale que la coutume ashkénaze est d’observer trente-trois jours de deuil plutôt que d’interrompre le deuil au trente-troisième jour ; ainsi, certains se rasent et célèbrent des noces jusqu’au 1er iyar, et s’abstiennent ensuite de toute réjouissance jusqu’à Chavouot.

### Dans la littérature kabbalistique

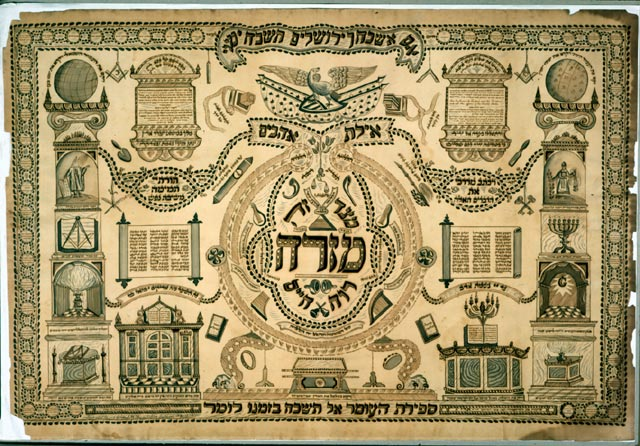
Mizrach et calendrier de lOmer, Cincinnati (Etats-Unis), 1850

Le Zohar enseigne que les sept semaines qui séparent Pessa'h de Chavouot sont, à l’instar des sept jours qui suivent le flux d’une femme, un temps de purification de l’impureté dont les enfants d’Israël s’étaient chargés en Égypte avant de pouvoir s’unir avec Dieu et recevoir sa Torah. Évoquant ensuite d’autres parallèles entre les sept semaines, les sept années du cycle de la terre et les sept cycles de sept ans qui annoncent le jubilé, il leur confère un rôle majeur dans l’harmonie de la création. Par conséquent, qui ne s’acquitterait pas du devoir de compter n’annulerait pas seulement un commandement, il serait aussi appelé impur et ne serait pas digne d’avoir une part à la Torah.
Isaac Louria et ses disciples élaborent sur ces bases, insistant d’une part sur l’importance de réaliser au mieux la prescription et enseignant d’autre part ses vertus purificatrices : le décompte de l’omer pendant chaque jour des sept semaines permet de réparer le dommage causé aux sept vertus cultivées en ce monde par les sept « bergers fidèles » (Abraham, Isaac, Jacob, Moïse, Aaron, Joseph et David). Ces vertus correspondent aux sept sefirot inférieures: hessed (grâce), gvoura (vaillance), tiferet (beauté), netza'h (fermeté), hod (gloire), yessod (fondation) et malkhout (royauté). Chacune de ces vertus contenant les autres et étant contenues par elles, il faut une semaine pour réparer les dommages causés aux sept aspects d’une vertu, à raison d’un jour par aspect (la grâce, la vaillance qu’il y a dans la grâce, la beauté qu’il y a dans la grâce etc.).
Isaac Louria confère par ailleurs au trente-troisième jour de l’omer son importance actuelle en affirmant que Rabbi Shimon bar Yohaï, auteur putatif du Zohar, s’est réjoui pour une raison mal connue. Jacob Emden suggère que ce jour correspond au hod dans le hod et que cette sévérité dans la sévérité l’annule et en fait un jour de joie.

## Observance de l’omer dans le judaïsme rabbinique

### Le décompte

#### Premier jour du décompte
Le décompte de l’omer se fait à partir de la seconde nuit qui suit Pessa'h, en terre d’Israël comme en diaspora, et ceci bien que ce jour soit férié en diaspora du fait du second jour des exilés. En effet, cette mesure n’est plus observée de nos jours que par décret rabbinique et son application stricte aurait pour effet de décaler le décompte d’un jour et d’enfreindre ainsi la fête biblique de Chavouot, dont la date précise est connue. Diverses coutumes se rencontrent néanmoins en diaspora quant au temps de réalisation du décompte lors de cette première nuit, certains le faisant après le second séder tandis que d’autres l’effectuent après la prière du soir.
Il n’y a pas lieu de réciter la bénédiction shehehiyanou en commençant le décompte de l’omer car, selon la raison la plus fréquemment avancée, cette prescription n’entraîne aucune joie.
Certains ont, en outre, coutume de lire la première nuit les passages bibliques et mishnaïques afférents à l’offrande de l’omer avant de commencer le décompte. Quelques-uns y ajoutent la récitation des psaumes 122, 131 et 133.

#### Temps du décompte
Le décompte se fait idéalement à la tombée de la nuit (lors de la sortie des étoiles), après la prière du soir mais on peut le réaliser pendant toute la nuit. Les autorités jugent préférable de le faire en présence d’une congrégation, après l’officiant ou le rabbin qui le dit à voix haute, car le risque d’oubli ou d’erreur est moindre. Certains le font avant la prière finale (Alenou) et d’autres après.
Il convient de ne pas décompter avant la sortie des étoiles mais les opinions divergent lorsqu’on le fait en congrégation : les membres de celle-ci doivent, selon les uns, répéter le décompte avec la bénédiction après la tombée de la nuit (ou, au moins, après le coucher du soleil) mais selon d’autres, s’ils l’ont fait à l’approche de la nuit (après le plag hamin'ha), ils doivent seulement réaliser le décompte en son temps, sans bénédiction et d’autres encore les en dispensent totalement s’ils l’ont fait après la prière du soir, même avant le plag.
Les femmes avaient pris l’habitude ne pas s’affairer après le coucher de soleil ; cette coutume s’est depuis généralisée aux hommes et on s’abstient également de manger jusqu’à ce qu’on se soit acquitté de la prescription. Si l’on est interrogé dès ce moment sur le décompte (« combien compte-t-on ce soir ? »), on ne peut que répondre « hier, on a compté tant et tant » et non « aujourd’hui, on compte tant et tant » car en ce cas, on s’acquitterait du décompte et on ne pourrait plus le réaliser selon le rite, avec la bénédiction (de ce fait, certains poussent le scrupule à ne pas mentionner directement la date de l’omer dans leur correspondance mais utilisent une formule détournée).
Si l’on oublie de compter la nuit, on peut le faire pendant le jour, sans bénédiction, mais si on l’omet pendant une journée entière, il n’est plus possible de dire la bénédiction jusqu’à la fin de l’omer. Cette règle s’applique également au malade, au bar mitzva ou au voyageur qui, voyageant aux antipodes, perd un jour du fait du décalage horaire. Cependant, l’onen (endeuillé dont le parent n’a pas encore été enterré) s’abstient cependant de réciter la bénédiction pendant son deuil mais la récite ensuite.
Lors des veilles de chabbat ou de fête (en occurrence, le ou les derniers jours de Pessa'h), on n’effectue le décompte qu’après le kiddoush réalisé à la synagogue (afin de donner préséance à la sainteté du jour) mais on le fait, au sortir de ces solennités, avant la havdala (afin de retarder le départ du jour saint) ; si le huitième jour de Pessa'h (exclusivement observé en diaspora) devait avoir lieu au sortir du chabbat, le décompte de l’omer précède le kiddoush pour le huitième jour (également afin de retarder la havadala).

#### Modalités du décompte
Le décompte doit être réalisé debout et incombe à tout un chacun. Il faut, en principe, le dire à voix assez haute pour qu’on s’entende le prononcer. Les femmes en sont dispensées parce que cette prescription est limitée dans le temps (elle n’a lieu qu’entre Pessa'h et Chavouot) mais les ashkénazes estiment qu’elles peuvent s’imposer de la réaliser. Les séfarades préfèrent qu’elles le fassent sans bénédiction ou s’en abstiennent.
Les séfarades et certains ashkénazes ont pour coutume de réciter leshem yihoud, une courte méditation aux accents kabbalistiques, avant d’accomplir la prescription. Diverses coutumes existent quant à la formulation entière ou non de cette méditation. La bénédiction du décompte est ensuite récitée et le décompte exprimé en jours, puis en jours et semaines ; la formule exacte varie en fonction du rite liturgique.
Le décompte se fait idéalement en hébreu et en suivant les règles de la grammaire mais certains jugent plus important de comprendre ce qu’on dit que de compter en hébreu et c’est pourquoi il est d’usage de le dire en hébreu et de le répéter dans la langue que l’on comprend. Certains tolèrent aussi d’autres formulations, comme « quarante jours moins un » au lieu de « trente-neuf jours » mais il faut au moins veiller à compter les jours et les semaines ; en règle générale, il vaut mieux, si l’on a utilisé une autre formulation, répéter le décompte selon la formule admise, sans bénédiction.
On ne peut, en principe, commencer la bénédiction que lorsqu’on est sûr du décompte (il était autrefois fréquent de posséder chez soi un calendrier de l’omer pour ce faire ; d’autres méthodes, comme le rappel par courrier électronique ou messagerie téléphonique, ont fait leur apparition depuis). En cas d’erreur, si l’on se reprend avant la fin de la bénédiction, on est quitte ; dans le cas contraire, on ne se reprend pas. Si l’on se trompe dans le décompte et qu’on ne corrige pas l’erreur avant la nuit suivante, on est considéré comme si l’on n’avait jamais compté mais si l’on ne se trompe que dans le compte des jours ou des semaines (« aujourd’hui, quinze jours qui font deux semaines » ou « aujourd’hui, quatorze jours qui font une semaine »), on poursuit le décompte normalement.
On fait suivre le décompte d’une requête pour la restauration du Temple, du psaume 67 et de la supplique ana bekoa'h que la Kabbale lie fortement au décompte parce qu’ils possèdent sept strophes de sept mots. Certains ajoutent une prière pour leur décompte répare les dommages qu’ils ont causés à la sefira du jour. Tout ceci est récité debout.

### Lecture des Pirke Avot
Il est de coutume chez les séfarades de commencer la lecture des Pirke Avot lors du premier chabbat qui suit la conclusion de Pessa'h et de lire un chapitre à chaque chabbat jusqu’à Chavouot ; les ashkénazes effectuent plusieurs cycles de lecture jusqu’à Roch Hachana. La plupart des communautés lisent les Pirke Avot avant ou après l’office de min'ha ; certains séfarades le font plus tôt, lors de l’office du matin.
La plupart des commentateurs voient dans cet usage une préparation au don de la Torah lors de la fête de Chavouot, une injonction à brider ses pulsions ou à se repentir. D’autres enseignent cependant que cette coutume a été instituée en hommage à Moïse, décédé un chabbat après-midi ; par conséquent, ils prescrivent de lire mais non d’étudier ces passages.
La lecture ou l’étude des Pirke Avot est précédée par celle de la mishna Sanhédrin 10:1 (« tout Israël a une part au monde à venir etc. ») et suivie par le dit de Rabbi Hananya ben Akashya, car ces passages encouragent à la lecture attentive et la bonifient. En outre, l’étude de l’enseignement de Rabbi Hananya ben Akashya permet de réaliser le kaddish des endeuillés, car cette maxime est d’ordre moral plutôt que légal.

### Coutumes de deuil
Durant la période de deuil, il convient de s’abstenir de toute joie. C’est pourquoi il est de coutume de ne pas célébrer de mariages et de s’abstenir de soins corporels d’agrément. Certains ajoutent à ces restrictions la musique, la consommation de nouveaux fruits ou le port de nouveaux habits ; les manquements à ces coutumes ne sont pas punissables.
La définition de la période varie selon les rites : en règle générale, elle dure jusqu’au trente-troisième jour de l’omer pour les ashkénazes et jusqu’au lendemain de celui-ci pour les séfarades. Certains la font commencer au premier jour d’iyar jusqu’à Chavouot ou aux trois jours précédant la fête et d’autres observent le deuil durant toute la période de l’omer. Dans tous les cas, le deuil est allégé voire levé au trente-troisième jour.
L’interdiction de mariage s’applique même à un veuf âgé épousant une veuve âgée mais non aux divorcés qui annulent leur divorce. Malgré la différence d’usages, il est permis aux séfarades d’assister voire d’officier au mariage d’un ashkénaze et réciproquement ; en cas de mariage entre ashkénazes et séfarades, l’usage en vigueur est celui du marié (car c’est à lui qu’incombe le devoir de procréation).
La tenue de fiançailles pendant la période de deuil est licite bien que les danses et la musique en soient proscrites.
Coupe de cheveux, rasage et autres soins corporels d’agrément sont interdits durant la même période. La coupe de cheveux est toutefois autorisée pour ceux qui doivent organiser un repas de fête à l’occasion d’une circoncision (seuls le père de l’enfant, la personne qui tient l’enfant et le circonciseur sont dispensés du deuil), du chabbat précédant le mariage (chez les ashkénazes) ou d’une cérémonie de bar mitzva (pour le bar mitzva et, éventuellement, ses parents). Les restrictions sont plus souples pour le rasage de la barbe, autorisé pour des raisons sociales ou professionnelles et pour celui des parties velues comme la moustache ou les sourcils dont la longueur excessive pourrait causer des désagréments. Il est de même permis de se couper les ongles.
En souvenir des massacres lors des croisades, la prière Av Harahamim, composée à la mémoire et à la gloire des martyrs, est récitée par les ashkénazes lors du chabbat précédant le mois de sivan (certains le font aussi au mois d’iyar sauf si la néoménie a lieu à chabbat) ou lors de celui qui précède Chavouot (les Juifs polonais la disent toutefois chaque semaine).

### Autres coutumes
La période de l’omer donne lieu à diverses sessions d’études qui ont pour point commun de pouvoir être étudiées en quarante-neuf jours : certains étudient ainsi le traité Shevouot ou le traité Sota car ils contiennent quarante-neuf pages ; d’autres se consacrent à l’étude des quarante-huit voies d’acquisition de la Torah énumérées en Pirke Avot 6:6
Elle ouvre aussi une saison de pèlerinages sur les tombes des justes. Certains les pleurent et accentuent encore plus l’atmosphère de deuil, jeûnant le 10 iyar pour commémorer le décès d’Eli et ses fils, et le 28 iyar pour celui du prophète Samuel. Cependant, ces pèlerinages ont donné pour d’autres matière à se réjouir depuis le XIVe siècle au moins.
Du lendemain de Pessa'h à Lag Ba'omer, les gens de Safed interrompent leurs tâches pour se rendre chaque semaine sur les tombes de Benaya ben Yehoyada, Osée et Joseph Saragossi (un rabbin expulsé d’Espagne qui a réorganisé Safed). La hiloula de Rabbi Meïr baal Haness a lieu à Pessa'h sheni (le 14 iyar). Quatre jours plus tard, des milliers de pèlerins célèbrent celle de Rabbi Shimon bar Yohaï sur le mont Meron tandis que d’autres se rendent sur la tombe de Simon le Juste, à Jérusalem. Des pèlerinages de ce type avaient également lieu autrefois sur les tombes de Hillel et Shammaï.

## Observance de l’omer dans les traditions non-rabbiniques
Si les Pharisiens commençaient le décompte à date fixe, au lendemain de Pessa'h, les Boethusiens s’appuyaient sur une interprétation littéraliste pour le faire au lendemain du premier chabbat qui suit la fête (il a été suggéré que cette interprétation dont Flavius Josèphe semble faire peu de cas, avait rencontré un grand succès parmi les dissidents pour sa commodité).
Cette pratique est, à l’heure actuelle encore, celle des Karaïtes, qui fêtent donc Chavouot le dimanche. Tous les Karaïtes ne réalisent pas le décompte de l’omer oralement ; il existe en outre deux méthodes de décompte, en vertu des semaines et des jours, qu’une coutume médiévale propose de combiner (« aujourd’hui est le deuxième jour de la deuxième semaine des sept semaines, aujourd’hui, neuf jours du décompte des cinquante jours depuis le jour du balancement de l’omer au lendemain du chabbat »).
Les Samaritains, adeptes d’un mosaïsme non-juif, adoptent une interprétation similaire. Les sept chabbatot sont appelés du nom des sept premières stations de l’Exode, entre l’Égypte et le mont Sinaï. Une tradition typiquement samaritaine fait du quatrième jour (mercredi) de la sixième semaine de l’omer le jour où Moïse a reçu la Torah, dissociant donc ce jour de la fête de Chavouot. Le jour du don de la Torah donne lieu à un long office de prière qui s’étend du mardi à minuit jusqu’au mercredi vers six heures du soir ; les Dix commandements y sont solennellement lus.
Les Beta Esraël d’Éthiopie, dépositaires d’un judaïsme pré-rabbinique (dont la majorité des membres s’est convertie au judaïsme orthodoxe), ont compris, comme les rabbins, que le « chabbat » fait référence à une fête et non au chabbat hebdomadaire mais ils commencent le décompte au lendemain du septième jour de Pessa'h.

## L’omer dans le sionisme
Contrairement à l’offrande de l’omer qui a suscité un engouement passager dans le mouvement du kibboutz, la période de l’omer n’a donné lieu à aucune observance particulière. A contrario, l’État d’Israël y a institué dans ses premières années trois de ses grandes fêtes nationales, le Jour de la Shoah, le Jour du Souvenir et le Jour de l’Indépendance (le Jour de Jérusalem y a été ajouté après la guerre des Six Jours).
Ces fêtes illustrent fortement le conflit interne à la société israélienne entre Juifs laïcs et religieux. En effet, d’une part, le Jour de la Shoah a lieu au mois de nissan, pendant lequel la tradition interdit de prendre le deuil. D’autre part, le Jour de l’Indépendance a lieu le 5 iyar, donc pendant la période de deuil selon toutes les opinions. Certains rabbins, favorables au sionisme religieux, ont autorisé de suspendre le deuil et se réjouir en ce jour mais leur décision ne fait pas l’unanimité,.